# Marielle Gallo
Marielle Gallo, nacida Marielle Henriette Blanche Boullier (Lons-le-Saunier, 19 de mayo de 1949), es una jurista, escritora y política francesa.
Es miembro de La Gauche moderne, de donde fue portavoz y dio el apoyo para la presidencia de Nicolas Sarkozy. También fue eurodiputada en la VII legistaltura en la que formó parte del PPE.

## Biografía
Marielle Boullier nació en la localidad francesa de Lons-le-Saunier el 19 de mayo de 1949. Se egresó de la universidad Panteón-Sorbona con un título en Derecho privado general que pagó trabajando como modelo. Comenzará a ejercer de abogada en 1978 y en la década de 1980 abrirá su propia firma de abogados.
En 1993, se casó con el historiador, académico y político Max Gallo, cambiando entonces su apellido de Boullier a Gallo. Fue la tercera y última mujer de Max Gallo. Antes del matrimonio con Gallo, ella fue madre de tres hijos.

### Carrera como escritora
Marielle Gallo ha publicado obras tanto con su nombre como con el nombre de pluma Marielle Gallet. Algunas de esas obras son:
- L’Hibiscus, Balland, 1974. (ISBN 978-2-402-63753-4)
- Le Faiseur d’amour, Albin Michel, 1986. (ISBN 978-2-226-02690-3)
- Une femme dans la ville, Stock, 1995. (ISBN 978-2-234-04416-6)
- L’Ombre de l’acacia, Éd. du Rocher, 1997. (ISBN 978-2-268-02549-0)
- Une femme entretenue, Éd. Albin Michel, 1999. (ISBN 2-226-10710-X)
- La Passion d’Églantine Verpillat, Éd. Annie Carrière, 2001. (ISBN 2-84337-157-0)
- La Dormance, Éd. Plon, 2004. (ISBN 978-2-259-19938-4)
- Votre esclave, Madame, Éd. du Rocher, 2005. (ISBN 978-2-268-05402-5)
- Homo erectus, 2009
- Bella Ciao, Éd. Grasset & Fasquelle, mars 2017. (ISBN 978-2-246-86372-4)

### Carrera política
Marielle Gallo fue candidata en las elecciones legislativas de 1993 estando en la lista del Movimiento Ciudadano en la circunscripción de París.
En 2007 se unió a La Gauche moderne, el partido político creado por Jean-Marie Bockel. Se convirtió en miembro de la comisión nacional del partido en 2008 y en su portavoz en 2009.
Para las elecciones al Parlamento Europeo de 2009 en Francia, ella fue candidata de la lista «Majorité présidentielle» encabezada por Michel Barnier en la Circunscripción de Isla de Francia. La lista consiguió 5 escaños y como ella ocupaba el cuarto lugar, se convirtió en eurodiputada de la Séptima legislatura del Parlamento Europeo, en la que defendió propuestas para la igualdad de las mujeres y políticas  afavor de la defensa de la propiedad intelectual.
Es miembro fundadora de la Unión de los Demócratas e Independientes, de la que salió en 2014 por desavenencias durante las «desbandadas ante el MoDem». Su escaño como eurodiputada venció el 30 de junio de 2014, no habiendo revalidado el acta.